# Shin Sakiura
Shin Sakiura（シン サキウラ、1994年9月1日 - ）は、日本の音楽プロデューサー、ギタリスト、マニピュレーターである。大阪府豊中市出身。

## 人物
東京を拠点に音楽プロデューサー、ギタリストとして活動し自身の楽曲を発表する一方、ジャンルを問わず様々なアーティストのプロデュースや楽曲編曲、アパレルブランドや企業のMV、CMへの楽曲提供も行っている。
母親の影響でUKロックが日常的に流れる家庭で少年期を過ごし、中学時代にギターを弾き始める。高校時代には同級生と共にELLEGARDENやストレイテナーなど、日本のオルタナティヴ・ロック・バンドのコピーバンドを組んでいた。同じく高校時代にBOOM BOOM SATELLITESや後にレーベルメイトとなる80kidz、アンダーワールドやケミカル・ブラザーズを知り、ダンスミュージックの要素を持ったアーティストにも興味を持った。大学時代には周囲の影響でヒップホップ・ミュージックやリズム・アンド・ブルースをはじめブラックミュージックを聴き始め、「それぞれの音楽に入れ込んだ経験が混ざり合って自身の音楽性になっていると自己分析している」とインタビューで答えている。
大学時代に先輩が使用していたデスクトップミュージックソフトAbelton Liveに触れたことがきっかけで自身でも機材を購入しビートメイク、作曲を始め、音楽制作はAbelton Live中心で行っている。ギターを主体としたサウンドメイクが特徴であり、ライブでもギターを演奏しているが、ベース、鍵盤楽器、サンプラーによるビートメイク、プログラミングまで自身で行うマルチプレイヤー。

## 略歴
2017年から音楽活動を本格化し、1stアルバム『Mirror』をリリース。同年にシンガーソングライターSIRUPと出会い、以来ギター・マニピュレーターとしてライブをサポートし、作曲・アレンジで多くの作品に参加している。
2019年に2ndアルバム『Dream』をリリースし、リリースを記念した初ワンマンライブを成功させた。同年から他のアーティストからの楽曲プロデュース、編曲、広告音楽の制作依頼を数多く受けるようになった。
2020年に3rdアルバム『NOTE』をリリース。収録楽曲が各地のラジオ局でパワープレイされ、音楽配信サイトのチャートや多くプレイリストを賑わせた。またAAAMYYYと共に書き下ろしたTRIGGER制作のテレビアニメ『BNA』のEDテーマ『NIGHT RUNNING』がヒットを記録。

## 主な使用機材
- DAW
  - Abelton Live
- ギター
  - FUJIGEN - Neo Classicシリーズ NTL10MAH OWB
  - Fender Japan - Stratocaster
  - Greco - GAS135
- ベース
  - Fender USA - American Standard Jazz Bass
- シンセサイザー
  - BEHRINGER - DEEPMIND 6

## 作品

### フルアルバム
|     | 発売日         | タイトル | 規格       | レーベル                    | 備考 |
| --- | -------------- | -------- | ---------- | --------------------------- | ---- |
| 1st | 2017年10月25日 | Mirror   | 配信・CD   | PARK                        |      |
| 2nd | 2019年1月23日  | Dream    | 配信       | PARK                        |      |
| 2nd | 2020年5月13日  | Dream    | CD         | PARK                        |      |
| 3rd | 2020年3月25日  | NOTE     | 配信       | PARK                        |      |
| 3rd | 2020年5月13日  | NOTE     | CD         | PARK                        |      |
| 3rd | 2020年11月3日  | NOTE     | LPレコード | Kissing Fish Records / PARK |      |

### シングル
|      | 発売日         | タイトル                                     | 規格       | レーベル                  | 備考                                |
| ---- | -------------- | -------------------------------------------- | ---------- | ------------------------- | ----------------------------------- |
| 1st  | 2018年12月5日  | Get It                                       | 配信       | PARK                      |                                     |
| 2nd  | 2018年12月19日 | Echo                                         | 配信       | PARK                      |                                     |
| 3rd  | 2019年1月9日   | Cruisin' feat. SIRUP                         | 配信       | PARK                      |                                     |
| 3rd  | 2019年7月3日   | Cruisin' feat. SIRUP                         | 7"レコード | Kissing Fish Records/PARK |                                     |
| 4th  | 2019年4月3日   | Partner feat. Opus Inn                       | 配信       | PARK                      |                                     |
| 5th  | 2019年6月26日  | Slide feat. maco marets                      | 配信       | PARK                      |                                     |
| 6th  | 2019年10月23日 | More Life feat. Ryohu                        | 配信       | PARK                      |                                     |
| 6th  | 2020年7月1日   | More Life feat. Ryohu                        | 7"レコード | Kissing Fish Records/PARK |                                     |
| 7th  | 2019年11月20日 | Everlasting                                  | 配信       | PARK                      |                                     |
| 8th  | 2020年2月12日  | このまま夢で feat. AAAMYYY                   | 配信       | PARK                      |                                     |
| 8th  | 2020年8月5日   | このまま夢で feat. AAAMYYY                   | 7"レコード | Kissing Fish Records/PARK |                                     |
| 9th  | 2020年3月11日  | ほんとは feat. Kan Sano                      | 配信       | PARK                      |                                     |
| 9th  | 2020年9月2日   | ほんとは feat. Kan Sano                      | 7"レコード | Kissing Fish Records/PARK |                                     |
| 10th | 2020年5月27日  | このまま夢で feat. AAAMYYY (Home Session)    | 配信       | PARK                      | このまま夢で7"のB面に収録           |
| 11th | 2020年7月1日   | More Life feat. Ryohu (Ryohu Remix)          | 配信       | PARK                      | More Life 7"のB面に収録             |
| 12th | 2020年7月29日  | ほんとは feat. Kan Sano (Mori Zentaro Remix) | 配信       | PARK                      | ほんとは7"のB面に収録               |
| 13th | 2020年10月21日 | komorebi feat. BASI                          | 配信       | PARK                      |                                     |
| 13th | 2020年11月25日 | komorebi feat. BASI                          | 7"レコード | Kissing Fish Records/PARK |                                     |
| 14th | 2020年11月25日 | シンクロ feat. Kuro                          | 配信       | PARK                      | komorebi 7"に両A面の2曲目として収録 |
| 15th | 2020年12月23日 | Cruisin’ feat. SIRUP (Rework)                | 配信       | PARK                      |                                     |

### 参加作品
| 発売日         | アーティスト、曲名                                                    | 備考                                                                                            |
| -------------- | --------------------------------------------------------------------- | ----------------------------------------------------------------------------------------------- |
| 2017年6月7日   | TAAR『Come Together feat. iri (Shin Sakiura Remix)』                  | リミックス 『Come Together Remixes』収録                                                        |
| 2018年7月18日  | SIRUP『Do Well』                                                      | ギターアレンジ 配信シングル 『EP2』『FEEL GOOD』収録                                            |
| 2018年8月1日   | SIRUP『Last Dance』                                                   | プロデュース・編曲 『EP2』収録                                                                  |
| 2018年8月30日  | lulu + Mikeneko Homeless『海に行きたい』                              | Mikeneko Homelessと共同プロデュース 『海に行きたい』収録                                        |
| 2018年10月5日  | showmore『dryice』                                                    | プロデュース 配信シングル 『too close to know』収録                                             |
| 2019年2月27日  | Rude-α『グッバイベイビー』                                            | プロデュース 配信シングル『23』収録                                                             |
| 2019年3月6日   | AFRO PARKER『Daydream (Shin Sakiura Remix)』                          | リミックス 『nabe』収録                                                                         |
| 2019年3月13日  | showmore『now feat. SIRUP』                                           | ギター、編曲 配信シングル 『too close to know』収録                                             |
| 2019年3月29日  | MGF『忘れられなくて』                                                 | プロデュース・編曲 『Real Estate』収録                                                          |
| 2019年5月29日  | Rude-α『22』                                                          | 80KIDZと共同プロデュース&編曲 『22』収録                                                        |
| 2019年5月29日  | SIRUP『CRAZY』                                                        | プロデュース・編曲 『FEEL GOOD』収録                                                            |
| 2019年6月5日   | ぷにぷに電機『君はQueen』                                             | ギターアレンジ 配信シングル                                                                     |
| 2019年6月18日  | FLEUR『What You Want 222』                                            | プロデュース・編曲 『FLEUR』収録                                                                |
| 2019年6月19日  | 向井太一『声が聞こえる』                                              | 編曲 『27』収録                                                                                 |
| 2019年6月26日  | Chuning Candy 『19 (Shin Sakiura Remix)』                             | リミックス 『19 -nineteen-』収録                                                                |
| 2019年7月19日  | chelmico『Balloon』                                                   | ギターアレンジ 『Fishing』収録                                                                  |
| 2019年7月24日  | みきなつみ『僕にとってのヒーロー』                                    | 編曲 配信シングル 『ありのままピーチ』収録                                                      |
| 2019年7月24日  | 原田知世『コトバドリ - Shin Sakiura Remix』                           | リミックス 『コトバドリ』収録                                                                   |
| 2019年7月31日  | Rude-α『LIFE』※TVアニメ『Dr.STONE』エンディングテーマ                 | プロデュース・編曲 『LIFE』収録                                                                 |
| 2019年8月21日  | Kuro『VIDEO』                                                         | プロデュース・編曲 配信シングル 『JUST SAYING HI』収録                                          |
| 2019年8月30日  | みゆな『缶ビール』                                                    | 編曲 『ユラレル』収録                                                                           |
| 2019年9月18日  | 向井太一『君へ』                                                      | プロデュース・編曲 『SAVAGE』収録                                                               |
| 2019年9月20日  | GANMI『Feel Like Summer feat. SIRUP』                                 | プロデュース・編曲 配信シングル                                                                 |
| 2019年10月2日  | pinoko『トーキョーブルース』                                          | プロデュース・編曲 『小悪魔』『リバース』収録                                                   |
| 2019年10月2日  | 西恵利香『5AM』                                                       | プロデュース・編曲 『Love Me』収録                                                              |
| 2019年10月9日  | sankara『Walking The River』                                          | プロデュース・編曲 『Walking The River』収録                                                    |
| 2019年10月9日  | おかもとえみ『チックタックメモリー』                                  | 編曲 『gappy』収録                                                                              |
| 2019年11月6日  | みきなつみ『ヒヤシンス』                                              | 編曲 『ありのままピーチ』収録                                                                   |
| 2019年11月6日  | みきなつみ『ニタモノドウシ』                                          | 編曲 『ありのままピーチ』収録                                                                   |
| 2019年11月22日 | SIRUP『Light』                                                        | Mori Zentaroと共同プロデュース&編曲 配信シングル『CIY』収録                                     |
| 2019年12月11日 | AATA『Blowing (Shin Sakiura Remix)』                                  | リミックス 『Blue Moment』収録                                                                  |
| 2019年12月11日 | AATA『ロマンスナイト』                                                | 編曲 『Blue Moment』収録                                                                        |
| 2020年3月4日   | Rude-α『23』                                                          | 編曲 『23』収録                                                                                 |
| 2020年3月6日   | SIRUP『Why Can't』                                                    | Mori Zentaroと共同プロデュース&編曲 配信シングル 『CIY』収録                                    |
| 2020年3月25日  | iri『COME BACK TO MY CITY』                                           | プロデュース・編曲 『Sparkle』収録                                                              |
| 2020年3月25日  | SIRUP『Ready For You』                                                | プロデュース・編曲 『CIY』収録                                                                  |
| 2020年3月27日  | ジオラマラジオ『さよならレディ・スターダスト (Shin Sakiura Remix)』   | リミックス 『txt』収録                                                                          |
| 2020年4月15日  | Hiro-a-key『Be There (80KIDZ origami Home Sessions Edit)』            | ギターアレンジ 配信シングル                                                                     |
| 2020年5月27日  | SIRUP『HOPELESS ROMANTIC』                                            | starRoと共同プロデュース＆編曲 配信シングル                                                     |
| 2020年6月24日  | Shin Sakiura feat. AAAMYYY『NIGHT RUNNING』※TVアニメ『BNA』のEDテーマ | AAAMYYYと共同で書き下ろし 『BNA - Complete album』収録                                          |
| 2020年6月30日  | TELE-PLAY『あいにいきたい』                                           | ギターアレンジ 配信シングル                                                                     |
| 2020年7月8日   | showmore『now feat. SIRUP (Shin Sakiura Remix)』                      | リミックス 配信シングル                                                                         |
| 2020年7月15日  | 春野『Kidding Me』                                                    | ギターアレンジ 配信シングル                                                                     |
| 2020年7月29日  | 春野『Drawl』                                                         | ギターアレンジ 配信シングル                                                                     |
| 2020年7月29日  | KEN THE 390『Summer Vacation feat. PES, Ymagik』                      | プロデュース・編曲 配信シングル                                                                 |
| 2020年7月29日  | ぷにぷに電機『empties』                                               | プロデュース・編曲 配信シングル                                                                 |
| 2020年8月12日  | Foi『Swim in your eyes』                                              | プロデュース・編曲 配信シングル                                                                 |
| 2020年8月12日  | 80KIDZ『Heat feat. Shin Sakiura』                                     | ギターアレンジ 『RAW WNDS MIXTAPE #003』収録                                                    |
| 2020年8月26日  | TENDRE『JOKE』                                                        | TENDREと共同編曲 『LIFE LESS LONELY』収録                                                       |
| 2020年11月4日  | eill『夢の続き』                                                      | ギターアレンジ 『LOVE/LIKE/HATE』収録                                                           |
| 2020年12月16日 | にしな『夜間飛行』                                                    | プロデュース・編曲 配信シングル                                                                 |
| 2024年8月21日  | 片寄涼太『今夜はブギー・バック feat.eill / prod. Shin Sakiura』       | プロデュース。シングル『tenkiame / 今夜はブギー・バック feat. eill / prod. Shin Sakiura』収録。 |

## メディア出演

### ラジオ
- MUSIC BLOOM（2023年4月7日 - 、J-WAVE）